# ヒトツバハギ
ヒトツバハギ（Flueggea suffruticosa (Pall.) Baill.）はコミカンソウ科の植物の1つ。丸っこい葉の低木である。

## 特徴
落葉性の低木。樹高は1～3mになる。枝は毛がなくて黄褐色をしており、断面は円柱形に近いが若い時には多少とも稜がある。葉は互生で毛はない。托葉は早くに脱落するが、長く残る場合もあり、離生で形は卵形から披針形をしており、長さは0.5～1mm、幅は0.2～0.3mm、縁には不規則な切れ込みが入り、先端は伸び出して尖る。葉の葉身は楕円形から卵形をしており、長さは3.4～9.3cm、幅は1.8～4.5cm、紙質で縁は滑らか、先端は鈍く尖るか尖っており、基部はくさび形で葉柄に流れる。葉柄は長さ3～6mm、表側に溝がある。
花期は6～9月。花序は小散房状の形を取り、葉の基部から出る。雌雄同株で雌雄異花である。雄花は花序1つ当たり多数つく。花柄は長さ2～7mm。萼片は5枚あり、楕円形で長さ1～1.2mm、幅0.6～0.7mm、黄緑色で毛はなく、縁は滑らかか先端近くに細かい鋸歯があり、先端は丸くなっているか鈍く尖る。雄しべは5本が離生し、花糸は長さ1.5～2mm、葯は0.4mmほど、仮雌蕊は長さが約0.6mm。雌花は花序1つに付き1～7個あり、柄がある。萼片は5枚で、長く残るか果実の時期までに少しずつ散り落ちる。楕円形か卵形をしており、長さは1～1.4mm、幅は0.7～1.2mmで、淡緑色をしており毛はなく、縁は滑らかで先端は鈍く尖るか鋭く尖る。子房は3室か、希に4室で球形で径は約0.8mm、長さも約0.8mm。花柱は多少太くなっており基部は1つになっているが先端は2つに裂けて、直立するか大きく広がる。基部の部分は長さ1～1.5mm、裂けた部分の裂片は長さ0.3～0.5mm。蒴果は球形で径4.5～5mm、長さは2.5～3mmで褐色か暗褐色に熟し、毛はなく、網状の斑紋がある。
和名は一葉萩の意で、全体にハギに似ているが、ハギのように三出複葉でなく単葉であることによる。

## 分布と生育環境
日本では本州の関東地方以西、四国、九州に分布し、国外ではウスリー、中国、モンゴルに分布している。
丘陵や原野に生える。丘陵地の疎林や土手に生える。東京都では全域に見られるがその生育地は用水沿いの緑地、河川中流域の堤防草地などに限られるといい、後述の希少種としての指定を見ても、分布域は広いものの生育地が限られ、個体数の多くないものと思われる。

## 分類、類似種など
ヒトツバハギ属は世界に16種あり、日本には以下の2種が知られる。
- Flueggea ヒトツバハギ属
  - F. suffruticosa ヒトツバハギ
  - F. trigonoclada アマミヒトツバハギ

後者は九州（馬毛島）及び琉球列島の海岸近くにあるもので、よく似ており区別点は細部の量的なものでしか確かめられない。
なお、かつては日本から朝鮮のものを変種 var. japonica とし、基準変種はより葉身が小さい、としており、またアマミヒトツバハギも同種の変種 var. amamiana としていた経緯がある。
なお、別属ではあるがコバンノキ Phyllanthus flexuosus はその見かけがかなり本種に似ており、この種では側枝が2本ずつ出ることや葉の基部が本種のように葉柄に流れることがなく丸くなっていることなどで区別できる。

## 保護の状況
環境省のレッドデータブックでは指定がないが、都府県別では長野県、岐阜県、静岡県、和歌山県、山口県、長崎県で絶滅危惧I類、東京都、山梨県、京都府、鳥取県で絶滅危惧II類、栃木県、徳島県、宮崎県で準絶滅危惧の指定があり、福島県、鹿児島県では情報不足とされ、また群馬県では絶滅したとされている。東京都では元々生育地が少なかった上にそのような草地の手入れがされなくなったことで生育環境が悪化したことで更に減少した、としている。